# Ente di formazione
Un ente di formazione è un organismo di natura privata che svolge come suo compito principale la formazione, non solo professionale, delle persone (sia giovani che adulti).

## Tipologie
Storicamente tali enti sono sovente nati come emanazione, o sono essi stessi:
- un'associazione di categoria
- un sindacato
- una congregazione religiosa
- un datore di lavoro
- un ente privato
- un ente pubblico

## Attività
Un ente di formazione svolge la sua attività erogando corsi, attivando percorsi di orientamento professionale, organizzando attività di tirocinio e favorendo l'inserimento lavorativo e/o sociale dei propri utenti.

## In Italia
Solitamente coordina la propria attività con le Regioni e dal 2001 con le Province italiane, stipulando con esse delle convenzioni ed accedendo così a dei finanziamenti pubblici.